# Laura Dundović
Laura Dundović (16. rujna 1987.) australska je glumica i model hrvatskog podrijetla, poznata po osvajanju titule Miss Australije 2008. godine i 10. mjesta na izboru za Miss Universe iste godine.
Njezina obitelj doselila je u Australiju 1970. godine, a podrijetlom je iz Radovina kraj Zadra.
Dundović navija za nogometni klub Western Sydney Wanderers u australskoj nogometnoj ligi, baš kao i Sydney United, klub koji su osnovali australski Hrvati 1958. godine. Njezin brat igrao je za nogometni klub Northern Spirit.

## Filmografija
| Godina | Film            | Uloga                  | Bilješke       |
| ------ | --------------- | ---------------------- | -------------- |
| 2014.  | Hunter n Hornet | Anna                   | 1 epizoda      |
| 2015.  | Ruben Guthrie   | lijepa djevojka u baru | sporedna uloga |

## Vanjske poveznice
- Laura Dundović u internetskoj bazi filmova IMDb-u (engl.)